# Ixion Saga DT
Ixion Saga Dimensional Transfer (яп. イクシオン サーガ DT Икусион са:га Ди:Ти:) или Ixion Saga DT — приключенческий аниме-сериал, созданный на основе онлайн игры Ixion Saga производства компании Capcom. Также было объявлено о выпуске двух манг, первую из которых опубликует Bessatsu Shonen Magazine, а вторую — Comic Zero-Sum, и лайт-новеллы.

## Сюжет
Однажды, когда заядлый геймер Кон Хокадзэ играет в MMORPG, он вдруг получает сообщение от неизвестного женского персонажа. Подумав, что наконец-то ему повезло, он соглашается с просьбой девушки о встрече, но вместо свидания в обычном мире вдруг переносится в другой Мир, где случайно спасает юную принцессу, упав сверху на её преследователя. Не понимая как и куда он попал, а главное не ведая дороги обратно, Кон вместе с принцессой Экарлайт и её свитой, состоящей из слуги-транссексуала Мариан и воина-телохранителя Сандгрена, отправляется в своё путешествие.

## Персонажи
Кон Хокадзэ (яп. 火風 紺 Хокадзэ Кон) — главный герой аниме, он 15-летний заядлый геймер. Во время игры знакомится с таинственной девушкой, которая просит его о встрече. Согласившись, неожиданно для себя переносится в другой мир, где случайно спасает принцессу Экарлайт, упав на её преследователей, и внеся неразбериху в стан врага. Благодаря подлому приёму дважды победил сильнейшего мечника-гипериона Эрекпайла Дукакиса, завладев его мечом «Альма Гиром». Позже выясняется, что Кон тоже гиперион, то есть человек, способный контролировать Альма-энергию, а значит управлять Альма-оружием. Ввиду неверного понимания крика Кона о том, что он должен разделаться со своим DT (сленговое сокращение от японского «dōtei» (мужчина-девственник), в данном случае Хокадзэ имеет в виду свою девственность), «DT» становится одним из его имён, хотя Кон и постоянно злится когда к нему обращаются как к DT. Был выбран Альмафлорой за огромный талант гипериона. Однако, никогда его не использует, полагаясь на нечестные приёмы и способность заговорить зубы противнику.
Сэйю: Такуя Эгути
Экарлайт (яп. エカルラート Экарура:то) — маленькая принцесса государства Пирия, которая должна выйти за принца соседнего королевства, чтобы тем самым заключить мир между ними. Этому браку всячески стараются помешать люди из военной организации «Инкогнито», которые преследуют Экарлайт и её небольшой отряд. Умна, саркастична, обладает весьма противным характером, нередко выводя из себя Кона. В определенные периоды у Экарлайт появляется гипераппетит, вслед за которым она может стать крайне свирепой и опасной для окружающих.
Сэйю: Сиори Миками
Мариандейл (Мариан) (яп. マリアンデール Мариандэ:ру) — транссексуал, который в своё время произвел частичную операцию по смене пола. Горничная принцессы, а также телохранитель, владеющая парными пистолетами. Иногда проявляется её мужской голос. В конце сериала передала свои яички Эрекпайлу и стала полноценной девушкой.
Сэйю: Дзюн Фукуяма
Сандгрен (яп. セングレン Сэнгурэн) — опытный мечник, очень силён и вынослив, охраняет принцессу. Окончил столичный университет, где был одним из лучших студентов, специалист в области архитектуры и инженерии.
Сэйю: Кадзуя Накаи
Альмафлора (яп. アルマフローラ Апумафуро:ра) — иксион, Таинственная Женщина, как она сама себя называет. Известна под псевдонимом Альмафлора. Именно она перебросила Кона в другой мир. Она же дала Эрекпайлу силу гипериона и меч «Альма Гир», а когда тот лишился его — помогла изготовить новый меч, названный «Калибур» (намёк на легендарный «Экскалибур»). Позже она превратила друзей Кона и лейтенантов Эрека в гиперионов.
Сэйю: Рёко Синтани
Эрекпайл Дукакис (яп. エレクパイル・デュカキス Эрэкураиру Дюкакису) — антагонист. Лидер отряда «Инкогнито», служащего тайному обществу «Ульга». По заданию общества преследовал принцессу Экарлайт с целью не допустить её брака. В сражениях с Коном лишился своего альма-оружия, которое отобрал главный герой. Также из-за того, что Кон постоянно целился в его промежность, получил травмы, которые привели к удалению обоих яичек, о чём нечаянно узнала Мариан. Отсюда и аббревиатура его имени (от Erekupairu Dukakisu) — эректильная дисфункция. После потери своего меча «Альма Гира» получил новый. Несмотря на личную вражду с Коном и стремление отомстить, ED пытается победить в честном бою, в отличие от DT. В конце сериала получил яички Мариан.
Сэйю: Хироси Камия
Вариасион (яп. バリアシオン Бариасион) — один из лейтенантов отряда «Инкогнито». Именно на него упал DT в первой серии, тем самым ненароком выручив принцессу из западни. Самый молодой и нормальный из лейтенантов Эрекпайла, хотя и склонен к садизму. Опытен в шпионаже.
Сэйю: Юки Кадзи
Kей-Tи (яп. ケーティー Кэ: Ти:) — один из лейтенантов отряда «Инкогнито». Предполагается, что «Kей-Tи» является мужчиной, но в 23-й серии выясняется, что она на самом деле девушка, о чём догадывались все кроме Эрекпайла. Влюблёна в ED. Любит выпить, в пьяном состоянии склонна вести себя буйно.
Сэйю: Мицуки Сайга
Густав (яп. ギュスターヴ Гюсута:ву) — один из лейтенантов отряда «Инкогнито». Много внимания уделяет своей красоте, любит поухаживать за красивыми девушками. После того как от Густава ушла жена тема развода стала для него крайне болезненной.
Сэйю: Кэнъити Судзумура
Леон (яп. レオン Рэон) — один из лейтенантов отряда «Инкогнито». Высокий, сильный, много тренируется для поддержания себя в форме, считает одним из главных достоинств человека умение преодолевать боль. Мазохист, хотя сам он это отрицает.
Сэйю: Томокадзу Сугита
Пет (яп. ペット Пэтто) — животное, похожее на белку-летягу. От Кона получил имя Гагарон Пью, но чаще его называют Пет (от английского Pet — животное). Носит шлем как у лётчика и пилотские очки, что не помешало Кону и другим принять его за дикое животное. На самом деле примкнул к героям по приказу Альмафлоры. Позже выясняется, что он умеет говорить и уже немолод.
Сэйю: Ёсимаса Хосоя
Эмилия (яп. エミリア Эмириа) — невеста Эрекпайла. ED любит её, но последствия травм, полученные им в схватках с DT, заставляют его избегать девушку.
Сэйю: Ая Эндо
Миранда (яп. ミランダ Миранда) — красивая и милая, но чересчур эмоциональная и впечатлительная девушка, своей гиперактивностью создающая проблемы окружающим её людям. Случайно столкнувшись с Коном на улице, влюбилась в него с первого взгляда и решила его спасти, чуть не погубив Хокадзэ.
Сэйю: Ю Кобаяси
Лорд Набоков Джагларбак (яп. ナボコフ・ジャグラバーク卿 Набокофу Дзягураба:ку-кё:) — жених принцессы Эскарлайт. Лоликонщик.
Сэйю: Кодзи Юса

## Термины
- Иксионы — древнейшая раса Миры, обитавшая когда-то в стране Ольвидии. Их мир был разрушен в ходе гражданской войны. Свободно умели управлять альма-энергией.
- Гиперионы — люди, которые могли использовать альма-энергию, но в отличие от иксионов, им для этого нужно было альма-оружие.
- Альма-энергия — главная магическая субстанция во Вселенной Мира.

## Список серий
| No. | Название                                                    | Дата выхода     |
| --- | ----------------------------------------------------------- | --------------- |
| 01  | Dimension Transfer (DT（Dimension Transfer）)               | 6 октября 2012  |
| 02  | Erecpyle Dukakis (ED（Erecpyle Dukakis）)                   | 13 октября 2012 |
| 03  | Newcomer vs Kon (NK（Newcomer vs. Kon）)                    | 20 октября 2012 |
| 04  | Pretty Kama (PK（Pretty Kama）)                             | 27 октября 2012 |
| 05  | Beautiful Life (BL（Beautiful Life）)                       | 3 ноября 2012   |
| 06  | Highness Guardians (HG（Highness Guardians）)               | 10 ноября 2012  |
| 07  | Keep On (KO(Keep On))                                       | 17 ноября 2012  |
| 08  | Shining Master (SM(Shining Master))                         | 24 ноября 2012  |
| 09  | Incognito Trial (IT(Incognito Trial))                       | 1 декабря 2012  |
| 10  | Home Sick (HS(Home Sick))                                   | 8 декабря 2012  |
| 11  | Unexpected Victory (UV(Unexpected Victory))                 | 15 декабря 2012 |
| 12  | Behavioral Examination (BE(Behavioral Examination))         | 22 декабря 2012 |
| 13  | Accidental Contact (AC(Accidental Contact))                 | 6 января 2013   |
| 14  | Evidence Veiled (EV（Evidence Veiled))                      | 12 января 2013  |
| 15  | Midnight Trial (MT (Midnight Trial))                        | 19 января 2013  |
| 16  | Hit Back (HB（Hit Back）)                                   | 26 января 2013  |
| 17  | Bridal Service (BS (Bridal Service))                        | 2 февраля 2013  |
| 18  | Formality and Obstruction (FO（Formality and Obstruction）) | 9 февраля 2013  |
| 19  | Off Key (OK（Off Key）)                                     | 16 февраля 2013 |
| 20  | Xing Point (XP（Xing Point）)                               | 23 февраля 2013 |
| 21  | Metamorphose at Gate (MG（Metamorphose at Gate）)           | 2 марта 2013    |
| 22  | Before Crisis (BC（Before Crisis）)                         | 9 марта 2013    |
| 23  | No Margin (NM（No Margin）)                                 | 16 марта 2013   |
| 24  | Knighthood (K1（Knighthood）)                               | 23 марта 2013   |
| 25  | Kon of Knack (K2 (Kon of Knack))                            | 30 марта 2013   |